# Jason Kreis
Pour les articles homonymes, voir Kreis (homonymie).
Jason Kreis est joueur puis entraîneur de soccer américain né le 29 décembre 1972 à Omaha dans le Nebraska. Second meilleur buteur de l'histoire de la Major League Soccer, il a aussi connu une carrière dans cette même ligue avant de se reconvertir au poste d'entraîneur.

## Biographie

### Parcours de joueur
Jason Kreis a fait ses études à l'Université Duke et a joué pour la défunte équipe des Raleigh Flyers avant d'être drafté par le Burn de Dallas en 1996. En 1999, il est le premier américain à être nommé meilleur joueur de la MLS grâce à son trophée de meilleur buteur (15 buts) et ses 15 passes décisives.
Le 26 juin 2004, il marque son 89e but et devient le meilleur buteur de la Major League Soccer avant que Jaime Moreno le dépasse en 2007.
Le 17 novembre 2004, il devient le premier joueur de la nouvelle franchise de la MLS, le Real Salt Lake. Il quitte le Burn de Dallas avec les records de matchs joués (288), de buts marqués (99) et de passes décisives (71). Il marque le premier but de l'histoire du Real Salt Lake lors du 2e match du club.
Le 13 août 2005, il devient le premier joueur de l'histoire de la MLS à marquer plus de 100 buts.

### Parcours d'entraîneur
Le 3 mai 2007, il annonce la fin de sa carrière et devient le nouvel entraîneur-chef du Real Salt Lake en remplacement de John Ellinger. Très soumis aux rumeurs de départ vers le New York City FC durant la fin de la saison 2013, il confirme ces attentes le 10 décembre 2013 en rejoignant la franchise new-yorkaise qui fait ses débuts dans le championnat nord-américain à l'occasion de la saison 2015. Après une saison inaugurale décevante, il est démis de ses fonctions en novembre. Après plusieurs mois sans équipe, il rejoint le Orlando City SC, autre franchise ayant connu sa saison inaugurale en MLS en 2015, le 19 juillet 2016.

## Palmarès

### Comme joueur

#### Collectif
Burn de Dallas
- Vainqueur de la Coupe des États-Unis en 2004

#### Distinctions individuelles
- Meilleur joueur de MLS : 1999
- Meilleur buteur de la MLS : 1999 (18 buts)

### Comme entraîneur
Real Salt Lake
- Vainqueur de la Coupe MLS en 2009
- Finaliste de la Ligue des champions de la CONCACAF en 2011
- Finaliste de la Coupe MLS en 2013
- Finaliste de la Coupe des États-Unis en 2013